# 768
Вижте пояснителната страница за други значения на 768.

## Починали
- Паган, български хан
- 24 септември – Пипин III, майордом на Австразия